# 外交 (1916年の映画)
『外交』（がいこう、Diplomacy）は、サイレント映画として1916年に制作されたアメリカのドラマ映画で、フェイマス・プレイヤーズ・フィルム・カンパニーが制作してパラマウント映画が配給した。この映画は、19世紀に発表され、何十年にもわたってリバイバル公演がおこなわれていたヴィクトリアン・サルドゥの戯曲『外交』をもとにした作品である。この映画で、主演のマリー・ドロは、ブロードウェイで演じた役を再演している。この作品は、今日では失われた映画、より厳密にはフィルムが部分的に現存している映画とされており、1巻の断片だけがアメリカ議会図書館に保存されている。
この作品の物語は、パラマウント映画による同名の1926年の映画『外交』に流用され、ブランチ・スウィートが主演し、当時彼女の夫だったマーシャル・ニーランが監督を務めた。

## キャスト
- リー・ドロ - ドラ (Dora)
- ニエリオット・デクスター（英語版） - ジュリアン・ビュークラーク (Julian Beauclerc)
- エディス・キャンベル（エディス・キャンベル・ウォーカー名義）(Edith Campbell [Walker]) - ジッカ伯爵夫人 (Countess Zicka)
- ジョージ・マジェローニ（英語版） - オルロフ伯爵 (Count Orloff)
- フランク・ロシー（英語版） - アンリ・ビュークラーク (Henri Beauclerc)
- ラッセル・バセット（英語版） - シュタイン男爵 (Baron Stein)
- ルース・ローズ（英語版） - ミオン (Mion)